# Monja

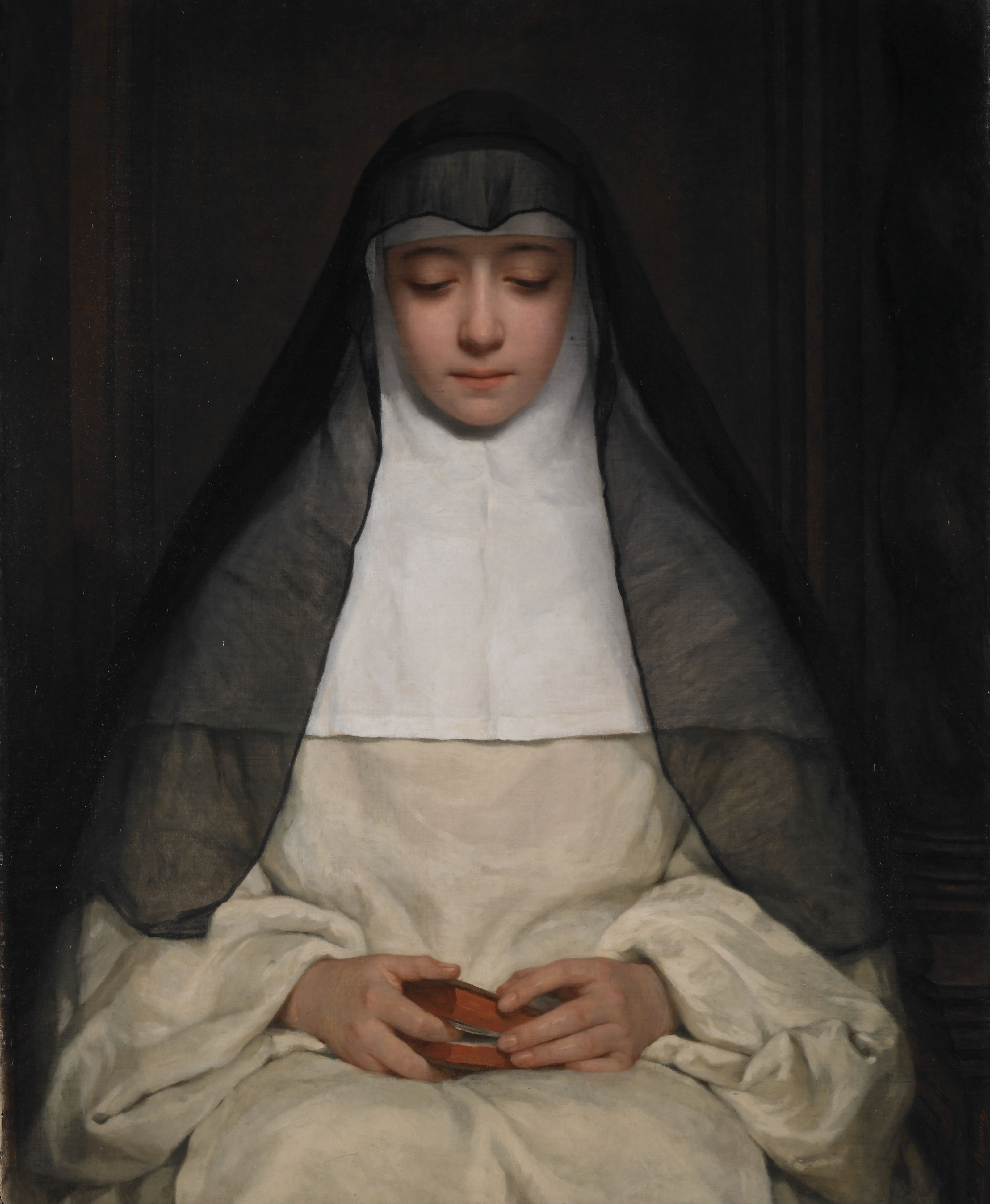
La Religieuse (Henriette Browne, 1859)

Una monja és una religiosa que ha fet els vots els quals la lliguen a un dels ordes que l'Església Catòlica té sancionats i que ha recorregut un procés d'iniciació i d'acceptació. El nom ‘monja’ és un derivat del mot llatí que significa ‘anacoreta’ (el qual prové de la paraula grega que significa sol, aïllat). Les monges poden estar al servei de la societat o apartades, amb vots de pobresa, humilitat, ascesis, vida contemplativa, celibatari i oració entre d'altres. Habiten a perpetuïtat o temporalment en monestirs, priorats, convents, en solitud o en agrupacions amb altres religioses, amb un estil de vida auster (la variant més extrema és la clausura amb aïllament total de l'exterior del monestir). Poden vestir un hàbit com a roba de pudor i signe de servei a la divinitat, ja des dels seus orígens egipcis. Les monges que no habiten en monestirs poden vestir robes seglars. Hi ha monges en diverses religions, a més de les del catolicisme.
Les monges cristianes s'han dedicat tradicionalment a l'ensenyament, la cura dels malalts i el cant i actualment s'ha ampliat l'activitat externa al convent al món de la sanitat, l'acolliment, el món de la marginació i d'altres àmbits socials amb les resolucions del Concili Vaticà II. El recorregut per esdevenir monja comença en l'etapa de postulants o novícies, per conèixer la vida monacal i comprovar si la seva vocació és ferma. Després d'un període de formació i reflexió fan els vots provisionals, que desemboquen en els vots solemnes, per mitjà d'un sagrament. Llavors la monja ha de romandre en celibat, sota la tutela del seu orde. El període de noviciat acostuma a durar un total de tres anys i durant el primer any es pot desistir i abandonar el monestir.
A Catalunya les monges disposen d'una tutela de les autoritats civils respecte a la sanitat, entre altres i de la tutela del bisbat corresponent. Cada monestir rep la visita periòdica d'una persona que, mantenint el ritu de la clausura, obté la documentació comptable que el bisbat revisa i aprova. L'autoritat en el col·lectiu de monges, sigui en un monestir o en altres centres es pot exercir de forma col·lectiva entre les germanes i la mare abadessa.

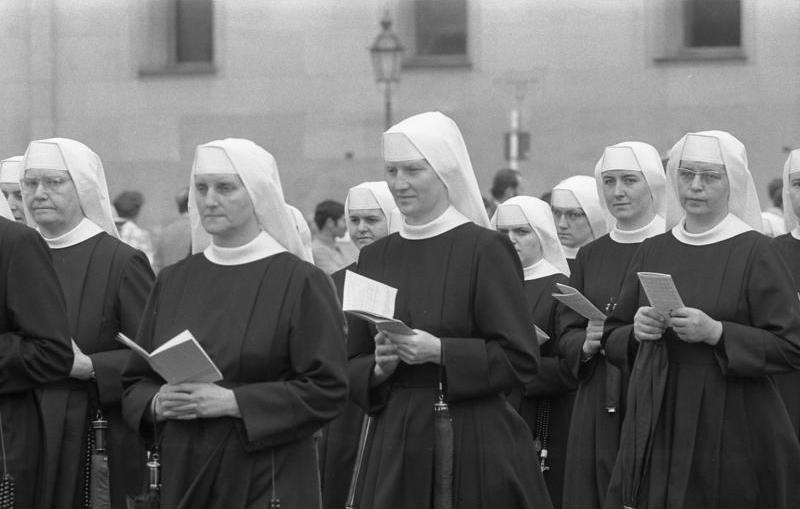
Monges en una concentració a Múnic

Els motius que pot tenir una jove per decidir ingressar o no ingressar en un monestir en particular inclouen l'edat, la quantia del dot que demanés l'Orde, la personalitat de l'abadessa o priora, el règim disciplinari, les possibilitats de tenir un bon casament, entre d'altres.
L'estil de vida que comporta el monaquisme femení no és exclusiu del cristianisme; el retir, la contemplació, les pregàries i cants amb referències a la divinitat s'han trobat en el budisme, l'islam i altres religions.
Actualment una part de les monges no habiten en monestirs, on es fa el ritu de clausura tradicional. Des del Segle XIX hi ha diversos instituts femenins de vida religiosa dedicats a l'acció social, on es troben exemples dels treballs i de la vida de les monges actuals (habitatge, estudis universitaris, camp d'acció en societat, vestimenta, reglaments, etc.)
Per De Ahumada:
| « | Al llarg de la història les monges han estat venerades i menyspreades, respectades i ofeses, beatificades i objecte de mofa;… la història de les monges és una part de la història descarnada de les dones. | » |

i també alguna monja ha estat involucrada en causes judicials per delicte.

## Institucions
Les religioses o monges s'han agrupat en instituts sancionats pel Vaticà, o sancionats per bisbes o bé s'agrupen en col·lectius sorgits de necessitats locals com per exemple ajudar a hospitals i ensenyament i serveis socials com l'acolliment i d'altres. Inicialment, la vida religiosa femenina era vinculada a les institucions religioses masculines.
Entre altres, les institucions monacals són:
- benedictines o benetes
- cistercenques, bernardines o cistelleres

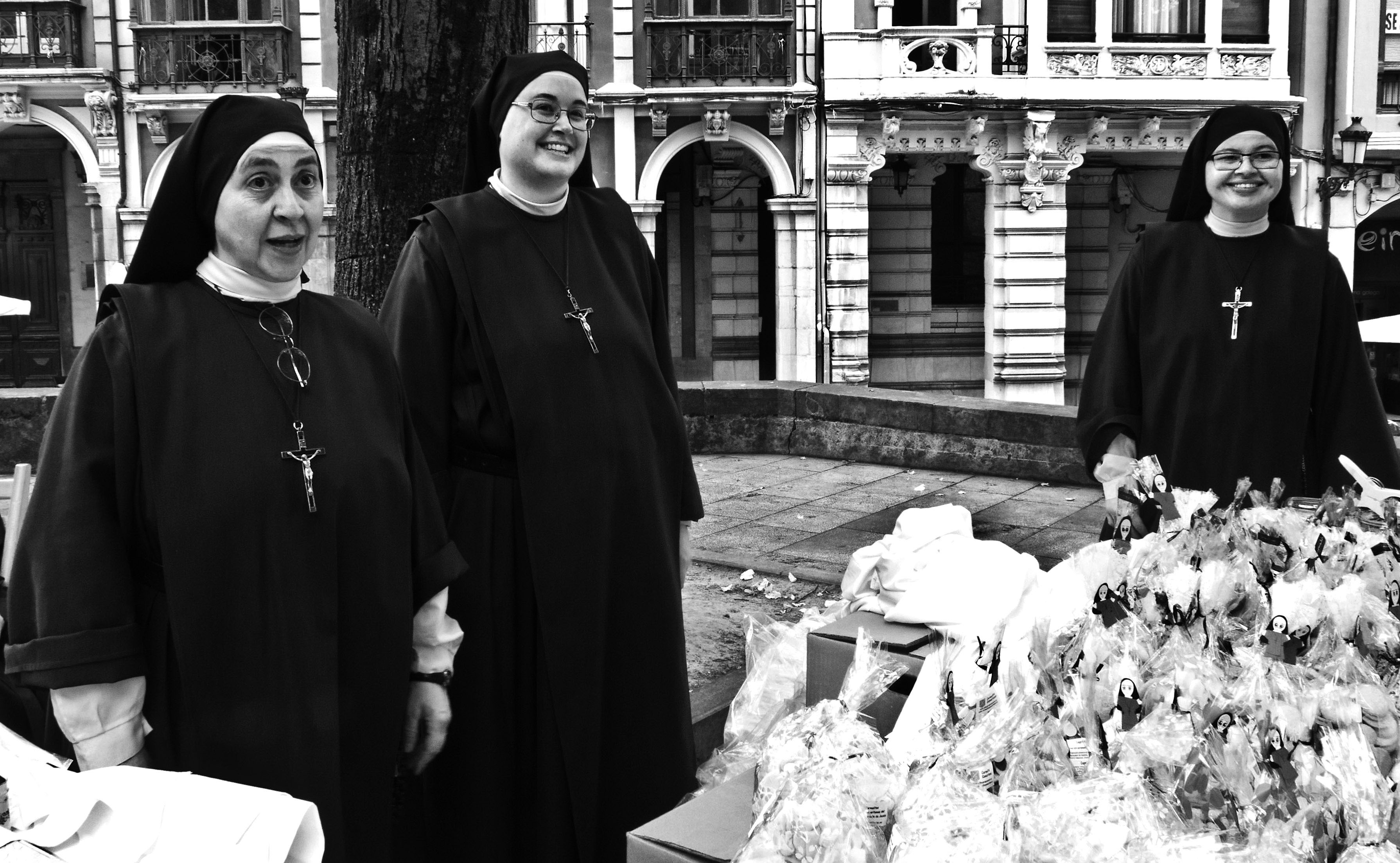
Carmelites a Avilés

- clarisses
- agustinianes

Les mendicants:
- mercedàries
- trinitàries
- carmelites

Les hospitaleres:
- hospitaleres
- predicadores